# Haruo Arima
Haruo Arima (japonsko 有馬 暎夫), japonski nogometaš.
Za japonsko nogometno reprezentanco je odigral dve uradni tekmi.